# 塔瓦扎诺和维拉韦斯科
塔瓦扎诺和维拉韦斯科（義大利語：Tavazzano con Villavesco），是意大利洛迪省的一个市镇。总面积16平方公里，人口6057人，人口密度378.6人/平方公里（2009年）。ISTAT代码为098056。